# Sint-Antonius van Paduakerk (Meulebeke)

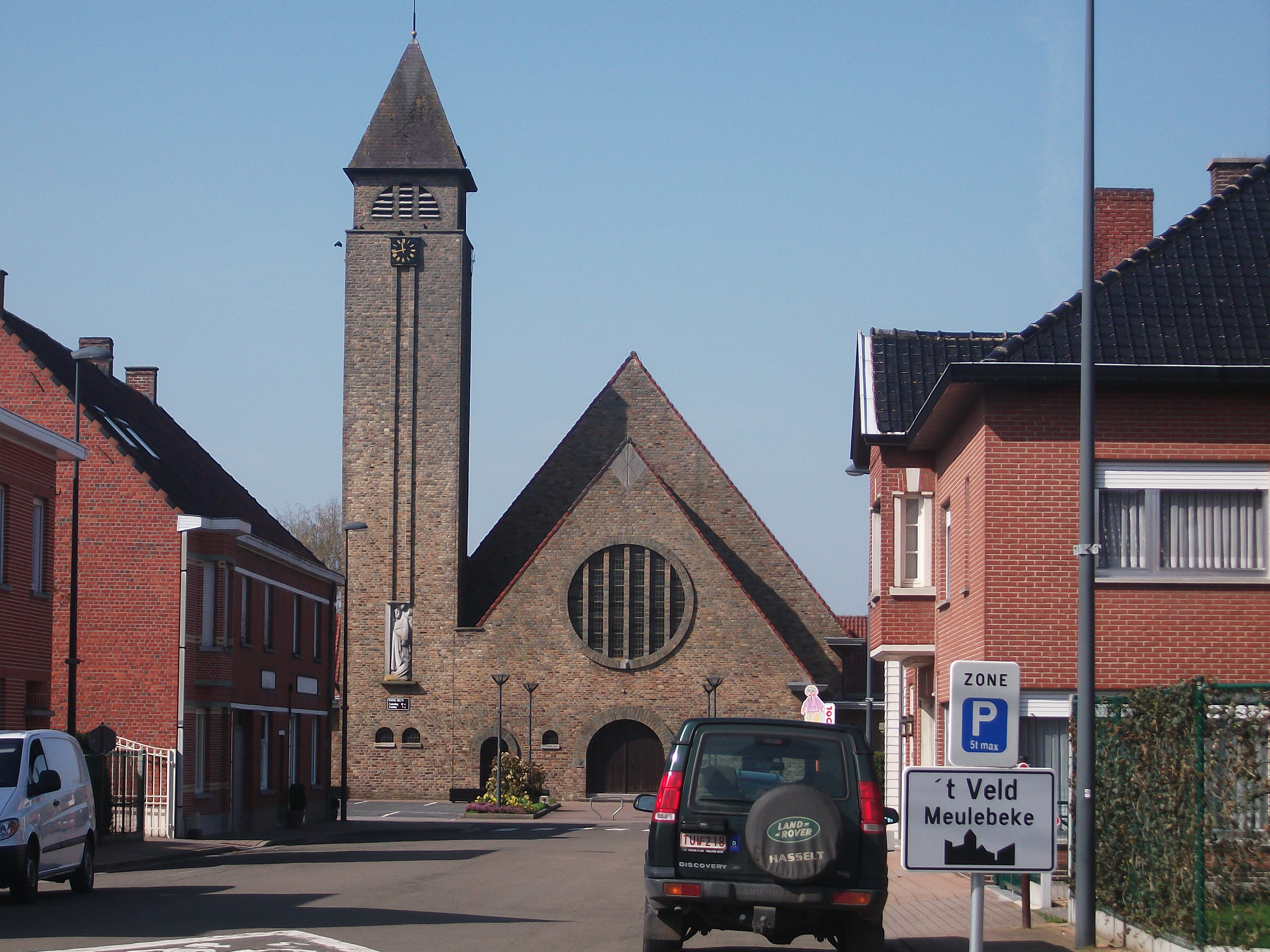
Sint-Antonius van Paduakerk

De Sint-Antonius van Paduakerk is de parochiekerk van het tot de West-Vlaamse gemeenten Meulebeke en Ardooie behorende dorp 't Veld, gelegen aan de Sint-Antoniusstraat 3A.

## Geschiedenis
Al in 1867-1868 wilde gravin Zoé de Jonghe d'Ardoye een kerk op 't Veld laten bouwen, maar zij stierf voortijdig. Verdere pogingen om een parochie te stichten stuitten op tegenstand van pastoorsuit de omgeving, zodat pas in 1936 een parochie kon worden opgericht. Deze parochie omvatte delen van de omringende parochies van Meulebeke, Ardooie, en Pittem. In 1937 werd een voorlopige kerk in gebruik genomen, en de bouw van de definitieve kerk, naar ontwerp van Willem Nolf, startte in 1940. De Tweede Wereldoorlog noopte tot stillegging van de bouw van 1942-1951. Uiteindelijk kon de kerk in 1951 in gebruik worden genomen en in 1953 werd de kerk ingewijd.

## Gebouw
Het betreft een zaalkerk met hoog zadeldak en naastgebouwde toren, in art decostijl. Het gebouw werd uitgevoerd in zandsteen. Boven het ingangsportaal is een groot rond venster in de gevel aangebracht. Het interieur kenmerkt zich door houtsnij- en beeldhouwwerk van Antoon van Parijs en Luc van Parijs.